# Reimoserius albipictus
Espèce
Reimoserius albipictus est une espèce d'opilions Laniatores de la famille des Cosmetidae.

## Distribution
Cette espèce est endémique de la province d'Alajuela au Costa Rica. Elle se rencontre vers 2 100 m d'altitude sur le Poás.

## Description
Le mâle holotype mesure 6 mm.

## Étymologie
Cette espèce est nommée en l'honneur d'Eduard Reimoser.

## Publication originale
- Roewer, 1947 : « Diagnosen neuer Gattungen und Arten der Opiliones Laniatores (Arachn.) aus C.F. Roewer's Sammlung im Senckenberg-Museum. 1. Cosmetidae. Weitere Weberknechte XII. » Senckenbergiana, vol. 28, p. 7–57.